# Hans Hahn (pilote de chasse)
Pour les articles homonymes, voir Hans Hahn.
Hans « Assi » Hahn (14 avril 1914 à Gotha - 18 décembre 1982 à Munich) est un pilote de chasse allemand, as de l'aviation qui a servi au sein de la Luftwaffe dans la Wehrmacht pendant la Seconde Guerre mondiale.
Un as de l'aviation est un pilote qui est crédité d'au moins 5 victoires aériennes.
Il a été récipiendaire de la croix de chevalier de la croix de fer avec feuilles de chêne. La Croix de Chevalier de la Croix de fer avec son grade supérieur, les feuilles de chêne, est attribuée pour récompenser un acte d'une extrême bravoure sur le champ de bataille ou un commandement militaire avec succès.

## Biographie
Hans Hahn est né à Gotha en duché de Saxe-Cobourg et Gotha. Athlète talentueux, il est sélectionné pour participer aux Jeux olympiques d'été de 1936 à Berlin dans la catégorie du Pentathlon, mais il a dû se retirer forfait pour cause de maladie.
Hahn s'enrôle dans l'armée en 1934 comme candidat officier de l'infanterie (Heer). En novembre 1935, Hahn est transféré dans la Luftwaffe et suit un entraînement de pilotes. En tant que Leutnant (Lieutenant), Hahn a ensuite été affecté à la 4/JG 134, basée près de Dortmund. Le 1er novembre 1937, Hahn occupe le poste d'instructeur de vol et Staffelführer (chef de vol) du 1.Staffel dans sa nouvelle affectation à la Jagdfliegerschule (École de pilotage de combat) à Werneuchen. Promu au grade de Oberleutnant le 1er février 1939, au début de la Seconde Guerre mondiale, Hahn est affecté à la nouvelle formation II./JG 2, basée à Zerbst, en étant nommé Staffelkapitän de la 4./JG 2 en fin 1939.

### Seconde Guerre mondiale

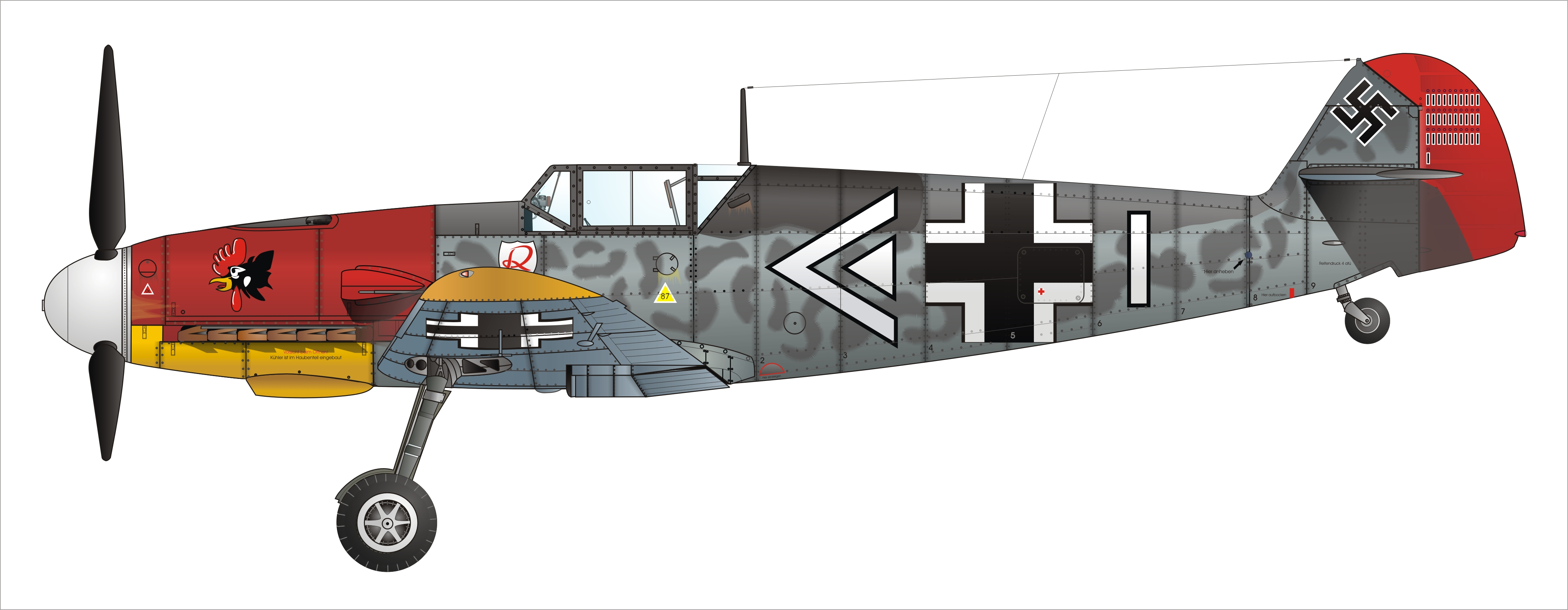
Messerschmitt Bf 109 F-2, Hans Hahn, France 1941.

Hans Hahn affirme ses deux premières victoires, le 14 mai 1940 dans la Bataille de France : deux chasseurs Hawker Hurricane combattants. Hahn réclame cinq victoires au cours de la bataille de France, avant d'avoir encore plus de succès dans la Bataille d'Angleterre. Après 20 victoires en septembre 1940, Hahn reçoit la croix de chevalier de la croix de fer (Ritterkreuz), et est promu au rang de Hauptmann et Gruppenkommandeur du III./JG 2. L'Hauptmann Hahn reçoit les feuilles de chêne (Eichenlaub) de sa croix de chevalier en août 1941 pour sa 41e victoire. Hans Hahn réclame d'enregistrer sa demande de sa 66e victoire contre un Supermarine Spitfire le 16 septembre 1942 sur le Front d'Ouest. Deux Spitfires ont été perdus ce jour-là, un a été abattu par le JG 26 près de Le Tréport, tandis que le Spitfire n° Vb AB859 du 122 Squadronn, piloté par le sergent G. Nadan s'est écrasé, pour des raisons inconnues 

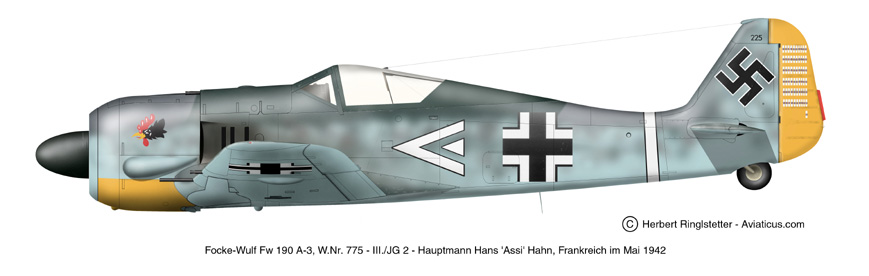
Focke-Wulf FW-190A-3 de l'Hauptmann Hahn, JG 2.

Hahn a ensuite été nommé Gruppenkommandeur du II./JG 54 Grünherz, basé près de Léningrad sur le Front de l'Est le 1er novembre 1942. En trois mois, il réclame 42 victoires soviétiques. Il enregistre sa 100e victoire le 27 janvier 1943.
Le 21 février 1943, Hans Hahn a rencontré des combattants près de Staraya Russa. Il abat un chasseur Lavotchkine La-5 pour sa 108e victoire avant que son avion ne reçoive des coups dans l'aile gauche. Quittant le combat, le moteur de Hahn souffre bientôt de surchauffe et il doit faire un atterrissage forcé avec son Bf 109 G-2/R6 en territoire ennemi. Les sources soviétiques prétendent que Hahn a été abattu par l'As russe Starshiy Leytenant Pavel Grazhdanikov (13 victoires) du 169 IAP.
Hahn est capturé et par la suite, est fait prisonnier de guerre. La personnalité récalcitrante et énergique de Hahn, même dans le dur régime soviétique, d'un camp de prison signifiait qu'il était retenu captif par l'Union soviétique jusqu'en 1950. 

Après sa libération, Hans Hahn travaille dans la Société internationale Bayer à Leverkusen. Plus tard, il devient administrateur de la compagnie Wano Schwarzpulver, qui fabrique de la poudre à canon, à Kunigunde près de Goslar. Il prend sa retraite en 1977 et a vécu dans le sud de la France. Hahn décède le 18 décembre 1982 à Munich.
Hahn a été crédité de 108 victoires en quelque 560 missions. Il a enregistré 66 victoires sur le front occidental, dont 53 ont été contre des Spitfire. Sur les 42 victoires qu'il a enregistrées sur le front de l'Est, au moins sept l'ont été contre des avions d'attaque au sol Iliouchine Il-2 Sturmovik.

## Décorations
- Croix de fer (1939)
  - 2e classe
  - 1re classe
- Croix allemande en or (16 juillet 1942)
- Croix de chevalier de la croix de fer avec feuilles de chêne
  - Croix de chevalier le 24 septembre 1940 en tant que Oberleutnant et pilote dans le 4./JG 2 "Richthofen"[3]
  - 32e feuilles de chêne le 14 août 1941 en tant que Hauptmann et Gruppenkommandeur dans le III./JG 2 "Richthofen"[3]